# Галицький деканат РКЦ
Галицький деканат РКЦ — одна з 12-ти адміністративно-територіальних одиниць Львівської архідієцезії Римо-католицької церкви в Україні із центром у Галич. Деканат утворено 2000 року. Назва — від міста Галич.

## Парафії
- Бережани, священики також обслуговують:
  - Куропатники
  - Підгайці
- Більшівці
- Долина, священики також обслуговують:
  - Болехів
- Бурштин, священики також обслуговують:
  - Букачівці
  - Слобода
  - Поділля
- Галич, священики також обслуговують:
  - Єзупіль
- Калуш
- Рогатин, священики також обслуговують:
  - Липівка